# Road to the Kentucky Oaks
Road to the Kentucky Oaks är ett poängsystem för att kvalificera sig till Kentucky Oaks, ett av de viktigaste loppen för treåriga ston, som rids dagen före Kentucky Derby på Churchill Downs. Poängsystemet består av ungefär 30 insatslopp för fullblodsston mellan september (när hästarna är två år) och april (när de är tre). Antalet löp har varierat något under åren. Poängsystemet ersatte ett tidigare kvalificeringssystem som tog hänsyn till intäkter från alla grupplöp världen över.

## Historia
Road to the Kentucky Oaks skapades 2012 som en motsvarighet till säsongsserien Road to Kentucky Derby. Poängsystemet skapades för att skapa en "tydlig, praktisk och begriplig väg" för att kvalificera sig till Kentucky Oaks, enligt Churchill Downs officiella hemsida. En undersökning gjord av Churchill Downs visade att 83 % av de tillfrågade inte förstod hur hästar blev startberättigade till Kentucky Oaks. Det tidigare systemet var baserat på intäkter från alla grupplöp, medan det nya systemet lägger stor vikt på senare lopp, vilket premierar de senaste resultaten. Poängsystemet har bland annat förändrat hur hästar förbereds för Kentucky Derby, samt sammansättningen av startfältet.
Om en ägare vill anmäla ett sto i Kentucky Derby måste stoet ha tagit poäng i samma löp som hingstar och valacker. Poäng som tagits i Road to the Kentucky Oaks kan inte överföras till Road to the Kentucky Derby.